# Dagur B. Eggertsson
Dagur Bergþóruson Eggertsson (né le 19 juin 1972 à Oslo, Norvège) est un médecin et homme politique islandais, maire de Reykjavik de 2007 à 2008 et depuis 2014.

## Biographie
Dagur Eggertsson est diplômé en médecine de l'Université d'Islande en 1999, et obtient un Master en Droits de l'Homme et lois internationales à l'université de Lund en 2005.
Dagur Eggertsson était auparavant médecin. Il est tout d'abord élu au conseil de ville de Reykjavik lors d'une élection en 2002 et devient maire une première fois du 16 octobre 2007 au 24 janvier 2008. De 2009 à 2013, il est vice-président de l'Alliance. De 2010 à 2014, il est président du Conseil exécutif de Reykjavik.
Il est réélu pour la seconde fois maire de la capitale lors des élections municipales de 2014. Il est à la tête d'une coalition composée du parti social-démocrate Alliance (son parti, 5 sièges sur 15), du parti Avenir radieux (2 sièges), du Mouvement des Verts et de Gauche (2 sièges) et du Parti Pirate islandais (1 siège).
En août 2015, il aide à peindre la rue aux couleurs de l'arc-en-ciel pour préparer la Reykjavik pride. En septembre 2015, la mairie de Reykjavik accepte la proposition de boycotter les produits israéliens en soutien à la Palestine, une décision sur laquelle il revient quelques jours plus tard face aux vives critiques. Le même mois, il annonce le changement de nom de la rue Bratthofoi (Reykjavik) pour devenir la rue Dark Vador,. Il développe également une coopération avec la mairie de Strasbourg.

## Publications
- (is) Steingrimur Hermannsson : ævisaga Dagur B. Eggertsson, Reykjavijk Vajka-Helgafell, 1998 (ISBN 9979214317) (biographie en 3 volumes de Steingrímur Hermannsson)

## Vie privée
Dagur Eggertsson est marié à Arna Dögg Einarsdóttir. Ils ont 4 enfants.